# Vernon Bartlett

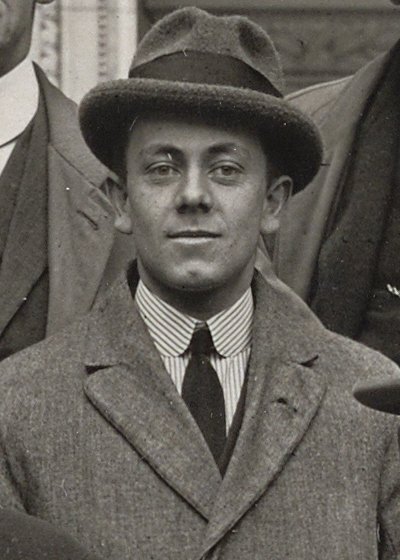
Vernon Bartlett (1919)

Charles Vernon Oldfield Bartlett (* 30. April 1894 in Westbury, Wiltshire; † 18. Januar 1983) (geteiltes Pseudonym Peter Oldfeld) war ein britischer Journalist, Schriftsteller und Politiker.

## Leben und Tätigkeit
Bartlett war ein Sohn des Thomas Oldfeld Bartlett und seiner Frau Beatrice, geb. Jecks.
Nach dem Besuch der Blundell’s School und der Teilnahme am Ersten Weltkrieg schlug Bartlett die journalistische Laufbahn ein. Ab 1916 arbeitete er als Redakteur für die Daily Mail. Ab 1917 war er zudem für die Nachrichtenagentur Reuters tätig. Von 1919 bis 1920 berichtete er für die Londoner Times als Sonderkorrespondent aus der Schweiz, Deutschland und Polen, dann von 1921 bis 1922 aus Rom.
1922 übernahm Bartlett den Posten des Direktors des Londoner Büros des Völkerbundes, den er bis 1932 ausübte.
In den Jahren 1928 bis 1934 stand er als Radioberichterstatter für ausländische Angelegenheiten im Dienst der BBC.
1933 trat Bartlett in die Redaktion des News Chronicle ein, als deren „diplomatischer Korrespondent“ er für zwanzig Jahre, bis 1954, fungierte. In dieser Stellung berichtete er
Am 18. November 1938 wurde Bartlett bei einer Nachwahl als Kandidat der Volksfront im Wahlkreis Bridgwater ins House of Commons, das britische Parlament, ein. Diesem gehörte er anschließend – bei der Unterhauswahl von 1945, in der er als parteiunabhängiger Kandidat antrat, wiedergewählt – zwölf Jahre lang, bis 1950, als Abgeordneter an. Nach seinem Ausscheiden aus dem Parlament schloss er sich 1950 der Labour Party an.
1942 beteiligte Bartlett sich an der Gründung der sozialistischen Commonwealth Party, aus der er sich schließlich aber wieder zurückzog.
1954 siedelte Bartlett nach Singapur über wo er sich als Kommentator für die Straits Times (1954–1961) und als Südostasienkorrespondent für den Manchester Guardian betätigte.

## Familie
In erster Ehe heiratete Barlett am 25. September 1917 Marguerite van den Bemden († 1966). In zweiter Ehe heiratete er 1969 Eleanor Needham Ritchie. Aus den Ehen gingen zwei Kinder, Dennis Oldfeld und Maurice Oldfeld, hervor.

## Schriften
- Calf Love, 1929. (1985: Fernsehfilm Backfischliebe, Regie: Rolf Hädrich)
- The Unknow Soldier, Stokes, 1930.
- Journey's End: A Novel, Gollancz, 1930. (Nachdruck 1968)
- No Man's Land, Allen & Unwin, 1930.
- Nazi Germany Explained, Gollancz, 1933.
- If I Were Dictator, Methuen, 1935.
- This is My Life, Chatto & Winchrs, 1937.
- Intermission in Europe: The Life of a Journalist and Broadcaster, Oxford University Press, 1938.
- Tomorrow Always Comes, Chatto & Windus, 1943.
- Go East, Old Man, Latimer House, 1948.
- East of the Iron Curtain, Latimer House, 1949. (McBride, 1950)
- Struggle for Africa, Praeger, 1953.
- Report from Malaya, Verschoyle, 1954.
- And Now, Tomorrow, Chatto & Windus, 1960.
- Tuscan Retreat, Chatto & Windus, 1964.
- A Book about Elba, Chatto & Windus, 1965.
- Introduction to Italy, 1967.
- The Past of Pastimes, 1969.
- The Colour of their Skin, 1969.
- Tuscan Harvest, 1971.
- Central Italy, 1972.
- Northern Italy, 1973.
- I Know What I Liked, 1974.